# Vlaardingen
Vlaardingen – miasto portowe w zachodniej Holandii, w prowincji Holandia Południowa, w delcie Renu. Prawa miejskie uzyskało w 1273 r. W 2007 r. Miasto ma powierzchnię 26,71 km² i jest zamieszkane przez 75 134 osób.
W Vlaardingen rozwinął się przemysł chemiczny, maszynowy, metalowy, materiałów budowlanych oraz spożywczy.
Urodzili się tutaj Floris I hrabia Holandii (ok. 1017), Berta Holenderska, żona króla Francji Filipa I (ok. 1055) i Caroline Vis holenderska tenisistka (1970).